# Marcel de Graaff
Marcel de Graaff (Rotterdam, 7 aprile 1962) è un politico olandese, membro del Parlamento europeo (MEP) per i Paesi Bassi tra il 2014 e il 2019 e per un secondo mandato dal febbraio 2020. Inscritto al Partito per la Libertà (PVV), è stato copresidente dell'Europa delle Nazioni e della Libertà dal 15 giugno 2015 al 1 luglio 2019. In precedenza è stato anche membro del Senato dei Paesi Bassi per il PVV dal 2011 al 2014.
A fine maggio 2024 è stato coinvolto in un'inchiesta giudiziaria denominata giornalisticamente "Russiagate 2" o "Russiagate europeo", per presunte interferenze filorusse.